# B in the Mix: The Remixes
B in the Mix: The Remixes je kompilacija z remiksi Britney Spears, ki ga je založba Jive Records izdala 22. novembra 2005. Kompilacijo sestavlja enajst remiksov sedmih njenih singlov in treh pesmi z albuma In the Zone, ki so jih posneli DJ-ji, kot sta Peter Rauhofer in Stuart Price. Glasbeno jo sestavlja mnogo podzvrsti elektronske glasbe, kot sta techno in ambient. Kompilacija B in the Mix: The Remixes je vključevala tudi novo pesem, imenovano »And Then We Kiss«.
Glasbeni kritiki so kompilaciji B in the Mix: The Remixes dodelili mešane ocene. Nekateri so jo označili za dobro kompilacijo z remiksi, drugi pa so menili, da so nov produkt izdali samo za promocijo in da so bili vokali na remixih prešibki. Kompilacija B in the Mix: The Remixes se je uvrstila na belgijsko, italijansko, japonsko in ameriško glasbeno lestvico, kjer je zasedla četrto mesto na Billboardovi lestvici Dance/Electronic Albums. Glede na standrde Britney Spears je bila kompilacija deležna minimalne promocije. Pesem »And Then We Kiss« je izšla kot promocijski singl s kompilacije.

## Ozadje
28. septembra 2005 je založba Jive Records na svoji tiskovni konferenci oznanila, da bo Britney Spears izdala svojo prvo kompilacijo z remiksi, naslovljeno Remixed. Kakorkoli že, Jennifer Vineyard iz MTV-ja je 8. novembra tistega leta poročala, da se je naslov spremenil v B in the Mix: The Remixes in da bo izšel 22. novembra 2005. Kompilacija je vključevala remikse pesmi iz njenih prejšnjih albumov, ki so jih posneli DJ-ji, kot sta Peter Rauhofer in Stuart Price. Stuart Price je že pred tem posnel remiks za njeno pesem »Breathe on Me« z albuma In the Zone za omejeno izdajo dodatnega CD-ja za njeno kompilacijo, izdano leta 2004, Greatest Hits: My Prerogative. Kompilacija B in the Mix: The Remixes vključuje tudi eno novo pesem, »And Then We Kiss«; pesem naj bi že pred tem izšla kot dodatna pesem na njenem DVD-ju, izdanem leta 2005 Britney & Kevin: Chaotic, vendar nazadnje iz neznanih razlogov ni. Kompilacija B in the Mix: The Remixes vključuje dve pesmi Britney Spears, ki so jih že prej posneli drugi glasbeniki. Na ameriški različici kompilacije teh pesmi ni zapela Britney Spears; namesto tega so vključili samo spremljevalne vokalistke. Jennifer Vineyard je napisala, da bodo »[kompilacijo] promovirali nekoliko manj očitno kot je superzvezdnikom v navadi«. Na naslovnici mednarodne izdaje kompilacije je posneta Britney Spears za metuljem.

## Sestava
Remiks Billa Hamela pesmi »Touch of My Hand« je trance pesem z elementi ambienta. Vokale Britney Spears so opisali kot »zamešane v nerazločno izgovorjene zloge in [...] del ritma«. Četrta pesem s kompilacije, remiks Jacquesa Lu Conta pesmi »Breathe on Me«, ima počasnejši ritem kot originalna pesem, zaradi česar so jo opisali kot »temnejšo in bolj umazano«. Pri remiksu Davea Audéa pesmi »I'm a Slave 4 U« je velik poudarek na kitarah in »domiselnih analognih gumbih«, kot je napisal Kurt Kirton s spletne strani About.com. Pesem »And Then We Kiss« sestavljajo glasbene zvrsti, kot sta euro-trance ter techno in velik poudarek je na sintetizatorju. Pesem sestavljajo tudi dance-rock kitare in v ozadju se sliši orkester. Besedilo govori o poljubu in različnih odzivih protagonistke na slednjega, vključno z jokanjem, tresenjem in javkanjem. Začne se s kitico: »Sama ležim / dotikam se svoje kože« (»Lying alone / touching my skin«), zaradi česar so nekateri menili, da je celotna zgodba pesmi le fantazija. Sedma pesem z albuma, Valentinov remiks pesmi »Everytime«, je pesem z velikim poudarkom na tolkalih in sintetizatorju. Remiks Jasona Nevinsa pesmi »Early Mornin'« je hip hop pesem kompilacije B in the Mix: The Remixes.

## Sprejem kritikov
Kurt Kirton s spletne strani About.com je napisal, da sta bila vrhunca kompilacije remiksa pesmi »Everytime« in »Don't Let Me Be the Last to Know«, vendar je menil, da bi bila kompilacija boljša, če bi vključevala več pesmi. Napisal je: »To je spodobno delo, ki bi moralo zadovoljiti vse Britneyjine oboževalce in klubske fanatike.« Barry Walters iz revije Rolling Stone je napisal, da je bila kompilacija »še bolj odvečen« kot kompilacija Greatest Hits: My Prerogative, z izjemo remiksa pesmi »Toxic«, ki ga je opisal kot »skoraj boljšega od originalne pesmi«. Stephen Thomas Erlewine s spletne strani Allmusic je napisal: »B in the Mix pravzaprav ne izbriše vtisa, da Britney Spears še ne namerava izdati dela, ki bi predstavljal vrhunec njene kariere.« Napisal je še, da pesmi, kot je »Toxic« »zaradi pomanjkljivosti malce preveč izstopajo [...] pesmi na kompilaciji sploh nimajo refrenov, zaradi česar se vsi zanašajo na Spearsovo - to pa je zanjo preveč. [...] Nasploh ta album zveni in izgleda kot to, kar v resnici je: produkt.« Gregg Shapiro iz revije Bay Area Reporter je kompilacijo v glavnem kritiziral, saj naj bi bila »nevarna izguba«. Dodaja tudi, da je bil vokal Britney Spears na remiksih »suh, hladen in mehaničen«. Kakorkoli že, pohvalil je dve pesmi: »Britney Spears je divi še najbolj podobna na Valentinovem remiksu pesmi 'Everytime', pa tudi remiks Davidsona Ospine, posnetem leta 2005, pesmi 'Baby One More Time' je prava klubska klasika.«

## Dosežki na lestvicah
V Združenih državah Amerike je kompilacija B in the Mix: The Remixes s 14.000 prodanimi izvodi v prvem tednu od izida debitirala na stoštiriintridesetem mestu glasbene lestvice Billboard 200. Album je zasedel tudi četrto mesto na Billboardovi lestvici Dance/Electronic Albums, kjer je ostala še enaindvajset tednov. Po podatkih Nielsen SoundScana je album v Združenih državah Amerike nazadnje prodal 105.000 kopij. Kompilacija je debitirala na devetindevetdesetem mestu belgijske ter triinpetdesetem mestu italijanske lestvice. Na japonski lestvici je zasedla petindvajseto mesto, kjer je ostala še osem tednov.

## Promocija
Kompilacija B in the Mix: The Remixes je bila deležna zelo majhne promocije, vsaj glede na standrde Britney Spears. Približno dva tedna pred izidom kompilacije je izšla promocijska gramofonska plošča z naslovom Key Cuts from Remixed; vključevala je tudi pet remiksov s kompilacije. Za tiste, ki so album naročili še pred izidom, so izdali plačano spletno stranjo oboževalcev Britney Spears z mnogimi tekmovanji. Zmagovalec tekmovanje je dobil DVD Britney & Kevin: Chaotic, steklenično parfuma Fantasy z dodatnim lotionom in ličili ter podpisano fotografijo Britney Spears. 22. novembra 2005 je Britney Spears skupaj z ustvarjalci spletne strani WorldOfBritney.com organizirala zabavo v neimenovanem klubu v Los Angelesu, Kalifornija. Na zabavo je bilo povabljenih samo 500 ljudi, vključno z nekaterimi člani njene spletne strani oboževalcev. Britney Spears je komentirala: »Želela sem samo povedati, da mi je ideja, da se vsi moji oboževalci ob proslavljanju izida mojega novega albuma zberejo skupaj, zelo všeč. Zelo sem bila vesela, da sem lahko k temu nekaj pripomogla! Upam, da se boste v klubu zelo zabavali in da boste celo noč preplesali.« Pesem »And Then We Kiss« je izšla kot promocijski singl s kompilacije na CD-ju in gramofonski plošči. Jennifer Vineyard z MTV-ja je dejala, da pesem »lahko postane radijska ali klubska uspešnica, če bo založba Jive le aktivno promovirala album.« Kljub temu se pesem »And Then We Kiss« ni uvrstila na nobeno pomembnejšo glasbeno lestvico, vendar je konec tedna 26. marca 2005 zasedla petnajsto mesto na lestvici Billboard Hot Dance Airplay.

## Seznam pesmi
| Št.             | Naslov                                                            | Pisec | Ustvarjalec(i)                         | Dolžina |
| --------------- | ----------------------------------------------------------------- | --- | -------------------------------------- | ------- |
| 1.              | „Toxic‟ (remiks Petra Rauhoferja)                                 | Cathy Dennis, Christian Karlsson, Pontus Winnberg, Henrik Jonback                                             | Peter Rauhofer                         | 6:46    |
| 2.              | „Me Against the Music‟ (Justiceov remiks, skupaj z Madonno)       | Britney Spears, Madonna, Christopher Stewart, Penelope Magnet, Thabiso Nikhereanye, Terius Nash, Gary O'Brien | Justice                                | 4:01    |
| 3.              | „Touch of My Hand‟ (remiks Billa Hamela)                          | Spears, Jimmy Harry, Bale'wa Muhammad, Shep Solomon                                                           | Bill Hamel, Barry Jamieson             | 5:19    |
| 4.              | „Breathe on Me‟ (remiks Jacquesa Lu Conta)                        | Stephen Lee, Steven Anderson, Lisa Greene                                                                     | Stuart Price                           | 3:55    |
| 5.              | „I'm a Slave 4 U‟ (remiks Davea Audéa)                            | Chad Hugo, Pharrell Williams                                                                                  | Dave Audé                              | 5:51    |
| 6.              | „And Then We Kiss‟ (Junkie XL-ov remiks)                          | Spears, Michael Taylor, Paul Barry                                                                            | Junkie XL                              | 4:27    |
| 7.              | „Everytime‟ (Valentinov remiks)                                   | Spears, Annette Artani                                                                                        | Valentin                               | 3:24    |
| 8.              | „Early Mornin'‟ (remiks Jasona Nevinsa)                           | Spears, Moby, Stewart, Magnet                                                                                 | Jason Nevins                           | 3:38    |
| 9.              | „Someday (I Will Understand)‟ (Hi-Biasov radijski remiks)         | Spears | Nick »Fierce« Fiorucci, Taras Harkavyi | 3:46    |
| 10.             | „...Baby One More Time‟ (remiks Davidsona Ospine iz leta 2005)    | Max Martin | Davidson Ospina                        | 4:37    |
| 11.             | „Don't Let Me Be the Last to Know‟ (klubski remiks Hexa Hectorja) | Robert Lange, Shania Twain, Keith Scott                                                                       | Hex Hector, Dezrok                     | 8:15    |
| Skupna dolžina: | Skupna dolžina:                                                   | Skupna dolžina:                                                                                               | Skupna dolžina:                        | 53:59   |

| Japonske dodatne pesmi | Japonske dodatne pesmi                            | Japonske dodatne pesmi | Japonske dodatne pesmi | Japonske dodatne pesmi |
| Št.                    | Naslov                                            | Pisec                  | Ustvarjalec(i)         | Dolžina                |
| ---------------------- | ------------------------------------------------- | ---------------------- | ---------------------- | ---------------------- |
| 12.                    | „Stronger‟ (remiks Maca Quaylea)                  | Martin, Rami           | Mac Quayle             | 5:21                   |
| 13.                    | „I'm Not a Girl, Not Yet a Woman‟ (Metrov remiks) | Dido, Martin, Rami     |                        | 5:25                   |
| 14.                    | „Someday (I Will Understand)‟ (featuring MCU)     | Spears                 |                        | 3:52                   |
| Skupna dolžina:        | Skupna dolžina:                                   | Skupna dolžina:        | Skupna dolžina:        | 68:37                  |

| iTunesove dodatne pesmi | iTunesove dodatne pesmi                    | iTunesove dodatne pesmi             | iTunesove dodatne pesmi    | iTunesove dodatne pesmi |
| Št.                     | Naslov                                     | Pisec                               | Ustvarjalec(i)             | Dolžina                 |
| ----------------------- | ------------------------------------------ | ----------------------------------- | -------------------------- | ----------------------- |
| 12.                     | „Toxic‟ (radijski remiks Petra Rauhoferja) | Dennis, Karlsson, Winnberg, Jonback | Peter Rauhofer             | 4:30                    |
| 13.                     | „Touch of My Hand‟ (remiks Billa Hamela)   | Spears, Harry, Muhammad, Solomon    | Bill Hamel, Barry Jamieson | 7:17                    |
| 14.                     | „I'm a Slave 4 U‟ (remiks Davea Audéa)     | Hugo, Williams                      | Dave Audé                  | 7:05                    |
| Skupna dolžina:         | Skupna dolžina:                            | Skupna dolžina:                     | Skupna dolžina:            | 72:51                   |

## Ostali ustvarjalci
- Audio urejanje: Chaz Harper
- A&R: Steve Lunt, David Stamm
- Menedžer: Dan Dymtrow
- Umetniška direkcija: Jackie Murphy
- Fotografija: Anthony Carlucci

## Dosežki
| Lestvica (2006)                                             | Dosežek |
| ----------------------------------------------------------- | ------- |
| Belgija (Ultratop 50)                                       | 99      |
| Italija (FIMI)                                              | 59      |
| Japonska (Oricon)                                           | 25      |
| Združene države Amerike (Billboard 200)                     | 134     |
| Združene države Amerike (Billboard Dance/Electronic Albums) | 4       |